# Discografia di Bonnie Pointer
Questa pagina contiene la discografia di Bonnie Pointer come cantante solista, composta da quattro album di inediti e nove singoli. I primi due dischi sono stati pubblicati dall'etichetta discografica Motown Records, il terzo dalla Private I Records e il quarto e ultimo dalla Platinum Trini Entertainment.

## Album
| Anno | Titolo                                                   | Piazzamento in classifica | Piazzamento in classifica | Piazzamento in classifica | Piazzamento in classifica |
| Anno | Titolo                                                   | US                        | US R&B                    | RPM (magazine)            | AUS                       |
| ---- | -------------------------------------------------------- | ------------------------- | ------------------------- | ------------------------- | ------------------------- |
| 1978 | Bonnie Pointer (Red) - Etichetta: Motown Records         | 96                        | 34                        | 96                        | -                         |
| 1979 | Bonnie Pointer (Purple) - Etichetta: Motown Records      | 63                        | 40                        | 92                        | 40                        |
| 1984 | If the Price Is Right - Etichetta: Private I Records     | -                         | -                         | -                         | -                         |
| 2011 | Like a Picasso - Etichetta: Platinum Trini Entertainment | -                         | 8                         | -                         | -                         |

### Singoli
| Anno | Titolo                                      | Piazzamento in classifica | Piazzamento in classifica | Piazzamento in classifica | Piazzamento in classifica | Piazzamento in classifica | Piazzamento in classifica | Piazzamento in classifica |
| Anno | Titolo                                      | US                        | US R&B                    | US Dance                  | US AC                     | RPM (magazine)            | UK                        | AUS                       |
| ---- | ------------------------------------------- | ------------------------- | ------------------------- | ------------------------- | ------------------------- | ------------------------- | ------------------------- | ------------------------- |
| 1978 | Free Me from My Freedom                     | 58                        | 10                        | 26                        | -                         | -                         | -                         | -                         |
| 1978 | Tie Me to a Tree                            | -                         | 10                        | 26                        | -                         | -                         | -                         | -                         |
| 1979 | Heaven Must Have Sent You                   | 11                        | 52                        | 8                         | 43                        | 32                        | -                         | 31                        |
| 1979 | Deep Inside My Soul                         | -                         | -                         | -                         | -                         | -                         | -                         | -                         |
| 1979 | I Can't Help Myself (Sugar Pie Honey Bunch) | 40                        | 42                        | 4                         | -                         | 43                        | -                         | 52                        |
| 1984 | Your Touch                                  | -                         | 35                        | 64                        | -                         | -                         | 79                        | -                         |
| 1984 | Premonition                                 | -                         | 84                        | -                         | -                         | -                         | -                         | -                         |
| 1985 | The Beast in Me                             | -                         | 87                        | 31                        | -                         | -                         | -                         | -                         |
| 2010 | Strangest Day                               | -                         | -                         | -                         | -                         | -                         | -                         | -                         |